# Månspinnare
Månspinnare (Actias) är ett släkte fjärilar som hör till familjen påfågelsspinnare. Släktets arter förekommer i Asien, från Indiska subkontinenten till Sydöstasien och i Nordamerika. Flera av arterna är stora fjärilar med ett vingspann på över 10 centimeter. Färgerna på vingarna går ofta i blekgrönt, gult eller brunlila. Vingarna pryds av ögonfläckar och bakvingarna har långa svansutskott. Larverna är vanligen gröna och har vårtor med svarta borst på ryggen. Utseendet kan förändras i olika larvstadier 
Månspinnare lever i skogar och larverna äter blad från olika lövträd och buskar. Förpuppningen sker i en kokong. De fullbildade fjärilarna intar ingen föda utan har som uppgift att fortplanta sig. Honorna lockar till sig hanarna med hjälp av feromoner.
En del arter hotas i det vilda av habitatförstörelse. På grund av sin storlek och utseende är några arter eftertraktade av fjärilssamlare. Uppfödning i fångenskap har varit framgångsrik för vissa arter.

## Bildgalleri

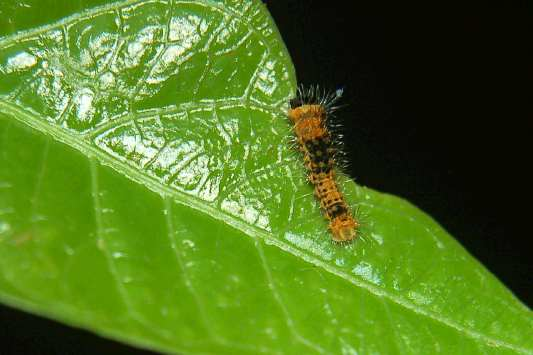
Ung larv av Actias selene, nyss kläckt ur ägget.
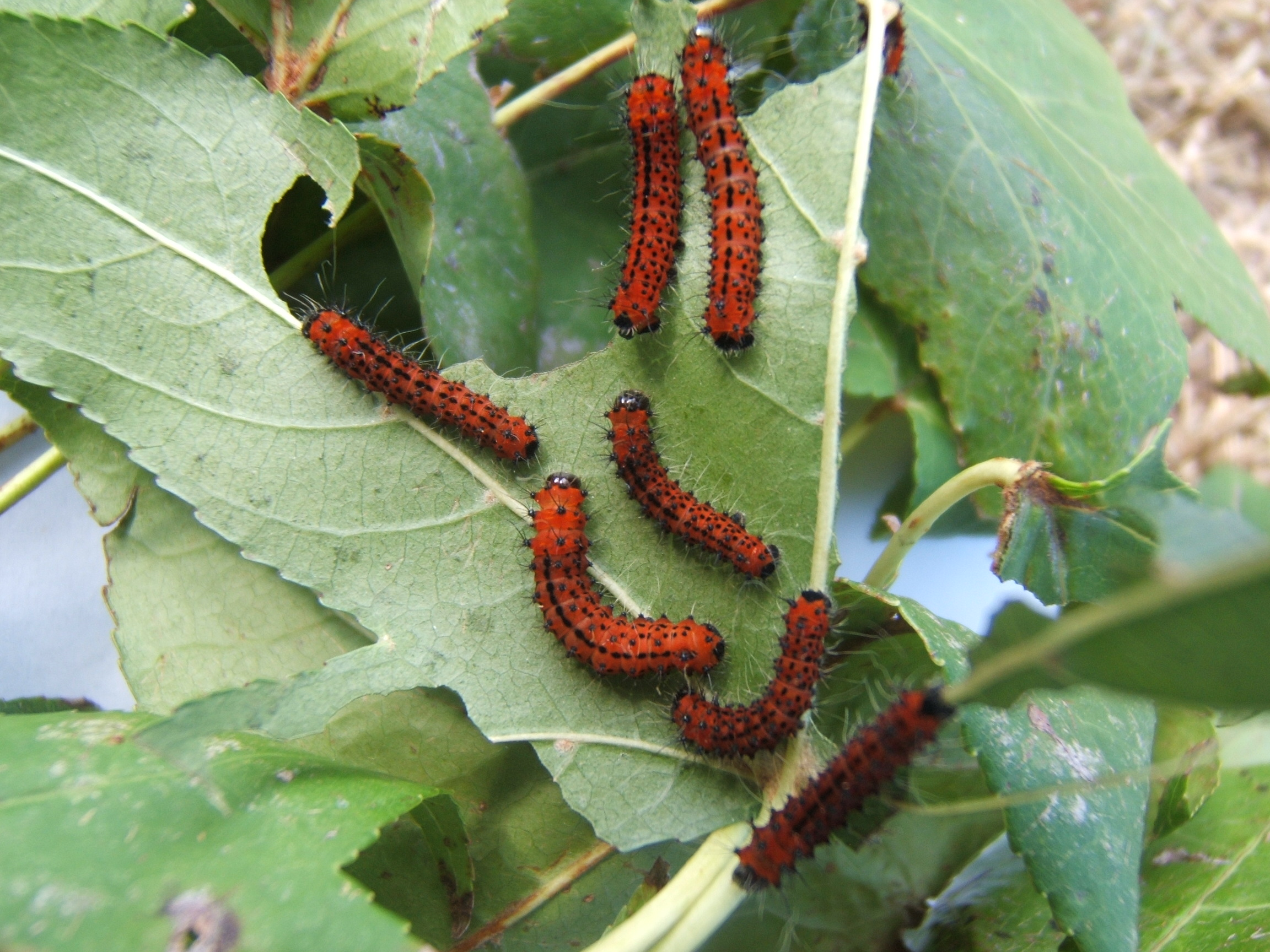
Larv av Actias selene, tidigt larvstadium, larven är röd.
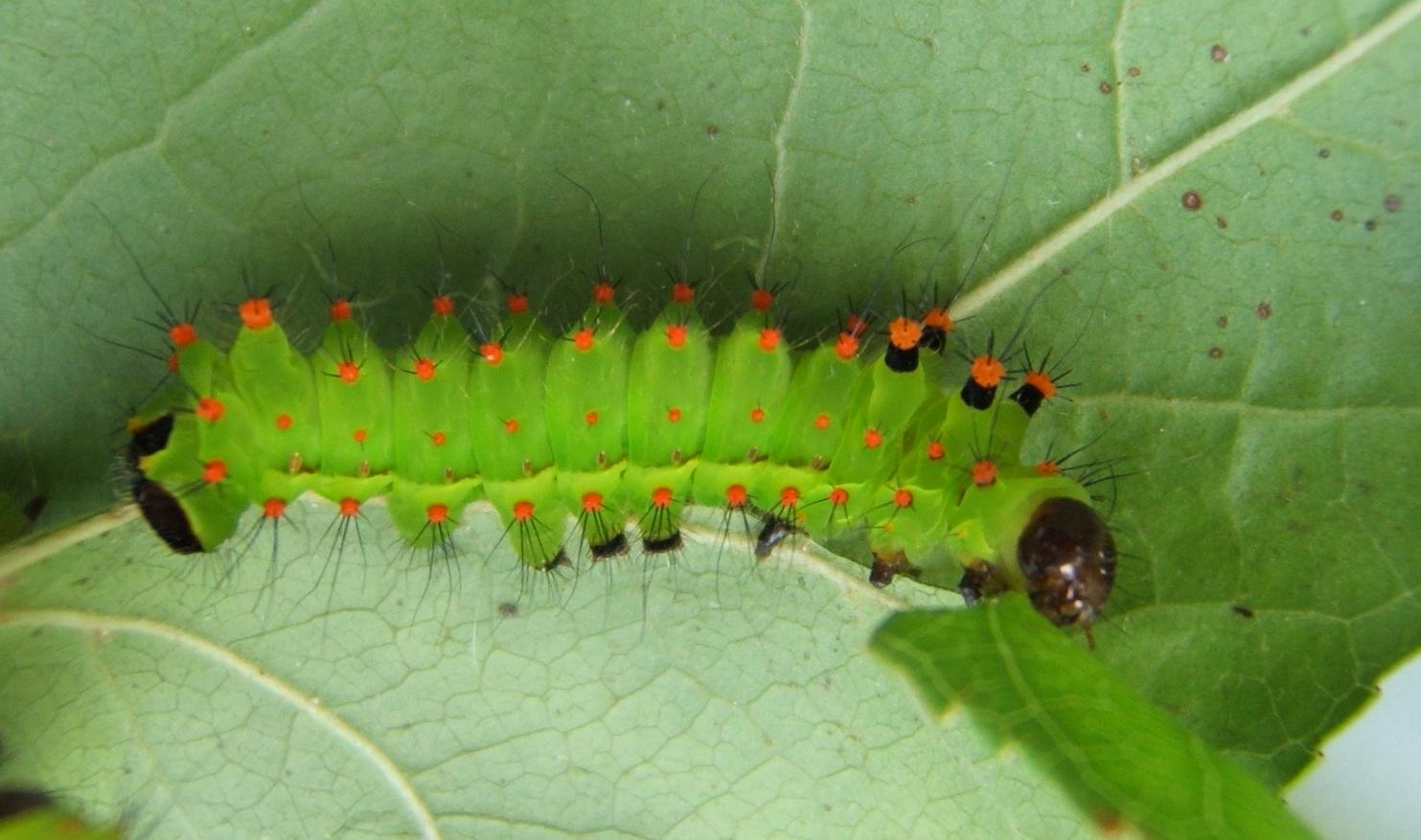
Larv av Actias selene, senare larvstadium.

## Arter
- Actias aliena (Butler, 1879)
- Actias angulocaudata Naumann & Bouyer, 1998
- Actias apollo Röber, 1923
- Actias artemis (Bremer & Gray, 1853)
- Actias arianeae (Brechlin, 2007)
- Actias astarte
- Actias australovietnama Brechlin, 2000
- Actias azteca Packard, 1869
- Actias bolli
- Actias brevijuxta Nässig & Treadaway, 1997
- Actias caeca
- Actias callandra Jordan, 1911
- Actias chapae Mell, 1950
- Actias chrisbrechlinae (Brechlin, 2007)
- Actias dianae Hutton, 1846
- Actias dictynna
- Actias distincta
- Actias dubernardi (Oberthür, 1897)
- Actias dulcinea (Butler, 1881)
- Actias eberti
- Actias felicis (Oberthür, 1896)
- Actias flavicollis
- Actias gnoma (Butler, 1877)
- Actias groenendaeli Roepke, 1954
- Actias guangxiana Brechlin, 2012
- Actias ignescens Moore, 1877
- Actias isis Sonthonnax, 1897
- Actias jordani
- Actias kongjiara Chu & Wang, 1993
- Actias lacrimans
- Actias laotiana Testout, 1936
- Actias luna (Linnaeus, 1758)
- Actias lungpoana
- Actias mandschurica
- Actias maenas (Doubleday, 1847)
- Actias malaisei
- Actias mariae Benjamin, 1922
- Actias maasseni
- Actias miae
- Actias miyatai
- Actias mortoni
- Actias neidhoeferi Ong & Yu, 1968
- Actias ningpoana Fielder, 1862
- Actias omeishana
- Actias parasinensis Brechlin, 2009
- Actias philippinica Naessig & Treadaway, 1997
- Actias rasa Brechlin & Saldaitis, 2016
- Actias rhodopneuma Roeber, 1925
- Actias rosenbergii (Kaup, 1895)
- Actias rossi
- Actias rubromarginata
- Actias rubrosuffusa
- Actias seitzi Kalis, 1934
- Actias selene (Hübner, 1806)
- Actias sinensis (Walker, 1855)
- Actias sjöqvisti
- Actias tomariactias
- Actias truncatipennis (Sonthonnax, 1899)
- Actias truncatispinus
- Actias uljanae (Brechlin, 2007)
- Actias vandenberghi
- Actias vanschaycki Brechlin, 2013
- Actias winbrechlini (Brechlin, 2007)
- Actias witti (Brechlin, 2007)
- Actias xenia Jordan, [1912]